# Plan Grande, Sinaloa
Plan Grande är en ort i Mexiko.   Den ligger i kommunen Badiraguato och delstaten Sinaloa, i den västra delen av landet, 1 100 km nordväst om huvudstaden Mexico City. Plan Grande ligger 1 206 meter över havet och antalet invånare är 115.
Terrängen runt Plan Grande är kuperad västerut, men österut är den bergig. Runt Plan Grande är det mycket glesbefolkat, med 6 invånare per kvadratkilometer. Närmaste större samhälle är Ocuragüe, 18,3 km nordväst om Plan Grande. I omgivningarna runt Plan Grande växer i huvudsak blandskog.